# Kigezi (vattendrag i Burundi, Cankuzo)
Kigezi är ett vattendrag i Burundi.   Det ligger i provinsen Cankuzo, i den nordöstra delen av landet, 140 kilometer öster om huvudstaden Bujumbura.
I omgivningarna runt Kigezi växer huvudsakligen savannskog. Runt Kigezi är det ganska tätbefolkat, med 111 invånare per kvadratkilometer.